# Jezioro alkalitroficzne
Jezioro alkalitroficzne (kalcytroficzne), jezioro węglanowe – jezioro o odczynie alkalicznym, którego wody charakteryzują się znaczną zawartością wapnia (minimum 0,1 g CaO na 1 dm³ wody) i magnezu. Jeziora te występują zwykle wśród pól i łąk. W jego przydennych warstwach występuje wysoka zawartość tlenu. Ichtiofauna wykazuje podobieństwo do jezior β-mezotroficznych. Przykłady: jezioro Turkusowe i Czarnogłowy Duże (w obu wypadkach zbiorniki w wyrobiskach po eksploatacji wapieni).